# 地藏矿山
地藏矿山（地蔵鉱山）是坐落在长野县北安云郡小谷村的金矿山。

## 摘要
地藏矿山是1931年（昭和6年）开始於长野县北安云郡小谷村开采的金矿山。高质量的金矿石品质在30克/噸、推定为金的埋藏量约50噸。
採掘方式为露天採掘，年间的採掘仅限于雪融化的6月到11月间（半年）。

## 地质
地藏矿山位于新近纪至中新世形成的中央大地沟带的西端、糸魚川靜岡構造線里、同凝灰砂岩以及泥岩的安山岩熔岩•火山碎宵岩而形成。
地形的高低差约500米的陡峭地形、堆积物的表层处处露出花岗石。矿石是沙状的蒙脱石、还包含着10%左右的水分、所以指定为滑坡地带。

## 历史
1931年开山（昭和6年）、在太平洋战争激化的1943年（昭和18年）、被日本陆军接收、为筹措军用物资的目的使用过地藏矿山、但随着休战被封锁了。
1953年（昭和28年）名古屋矿业（株）重开露天开采、在山的斜地里建设精炼所•索道。在繁盛期1日采掘的原矿量就有500吨。
1970年（昭和45年）山本直作重新开始采掘后、陆续在1983年（昭和58年）高木正、1989年（平成元年）原勝美采掘过矿山、但1996年（平成8年）在小谷村发生的土石流灾害（死者14人），再次封锁了矿山。
2013年（平成25年）岩畔茂（地藏矿山开发代表董事长）开始了采掘、在长野县朝日放送的新闻里也报道此事。现在由地藏矿山株式会社負責營運及采掘。

## 外部連結
- 地藏礦山株式會社（页面存档备份，存于）
- 地藏礦山（一般社団法人 日本鉱物資源開発支援機構）
- 小谷村（页面存档备份，存于）

Template:デフォルトソート:しそうこうさん